# Brett Sullivan
Brett Charles Sullivan (Stockton, California, 22 de febrero de 1994), más conocido como Brett Sullivan, es un jugador profesional estadounidense de béisbol que se desempeña en la posición de cácher en San Diego Padres, equipo de las Grandes Ligas de Béisbol (MLB).

## Carrera
En 2023, Sullivan hizo su debut en la MLB con el equipo San Diego Padres, donde lleva jugando dos temporadas.